# Mitteregg (Gemeinde Berwang)
Mitteregg ist ein Dorf sowie eine Fraktion (Ortschaft) und Katastralgemeinde mit 20 Einwohnern (Stand 1. Jänner 2024) in der Gemeinde Berwang in Tirol.
Das Dorf liegt im Rotlechtal auf 1349 m ü. A., rund 6 km südlich des Gemeindehauptortes Berwang.
Das Dorf besteht aus 12 Häuser, eines davon ist die damalige Schule, die seit 1974 geschlossen ist.
Es ist das zweithöchste Dorf in der Tiroler Zugspitzarena. In das Dorf führt eine schmale Bergstraße, die bei der Abzweigung Anrauth anfängt. 
Der Hausberg des Dorfes ist die 2217 Meter hohe Schlierewand, sie liegt südwestlich von Mitteregg.
Die 1701 errichtete Marienkapelle (Listeneintrag) am Ortseingang ist das einzige denkmalgeschützte Objekt in Mitteregg.

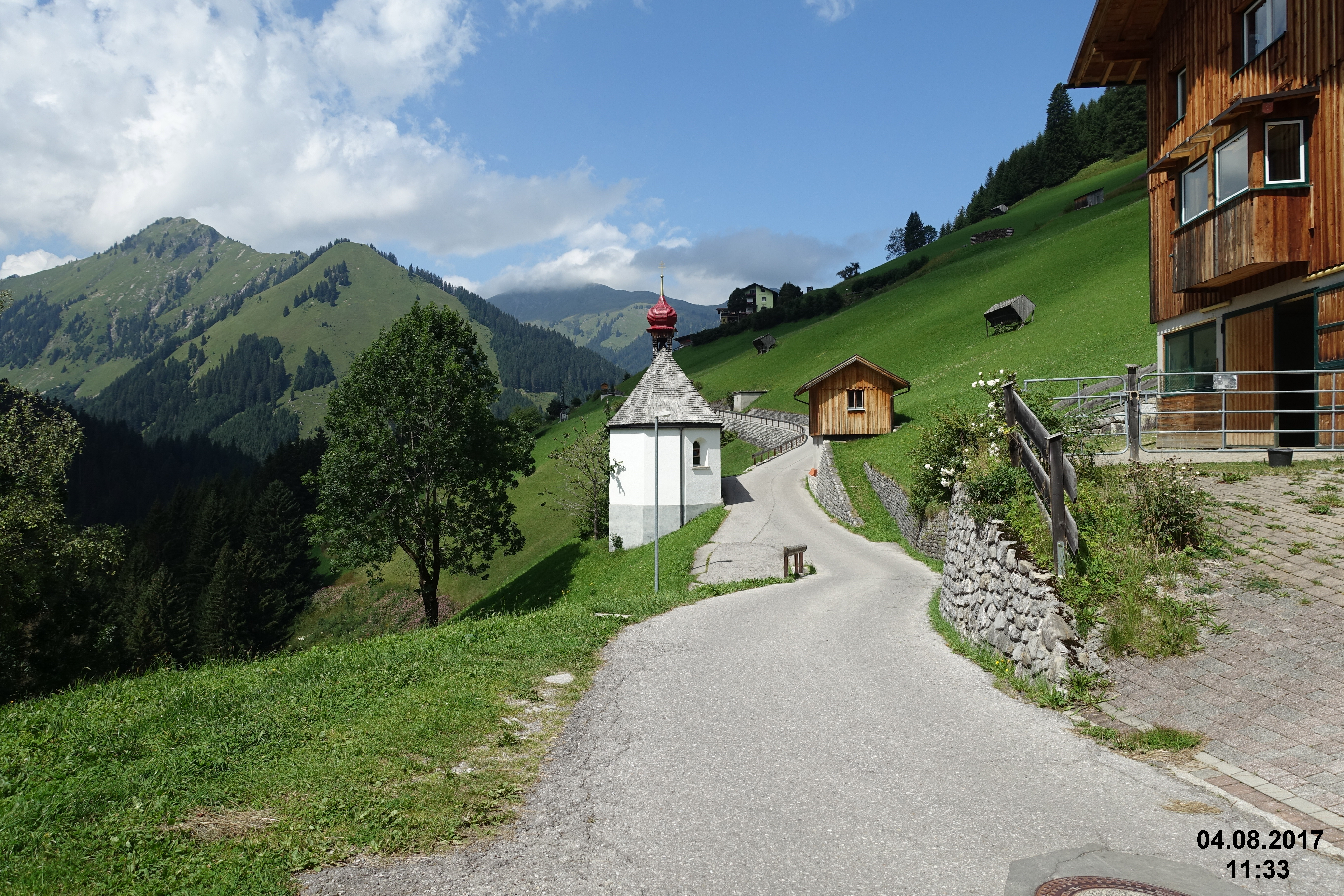
Mitteregg mit Marienkapelle
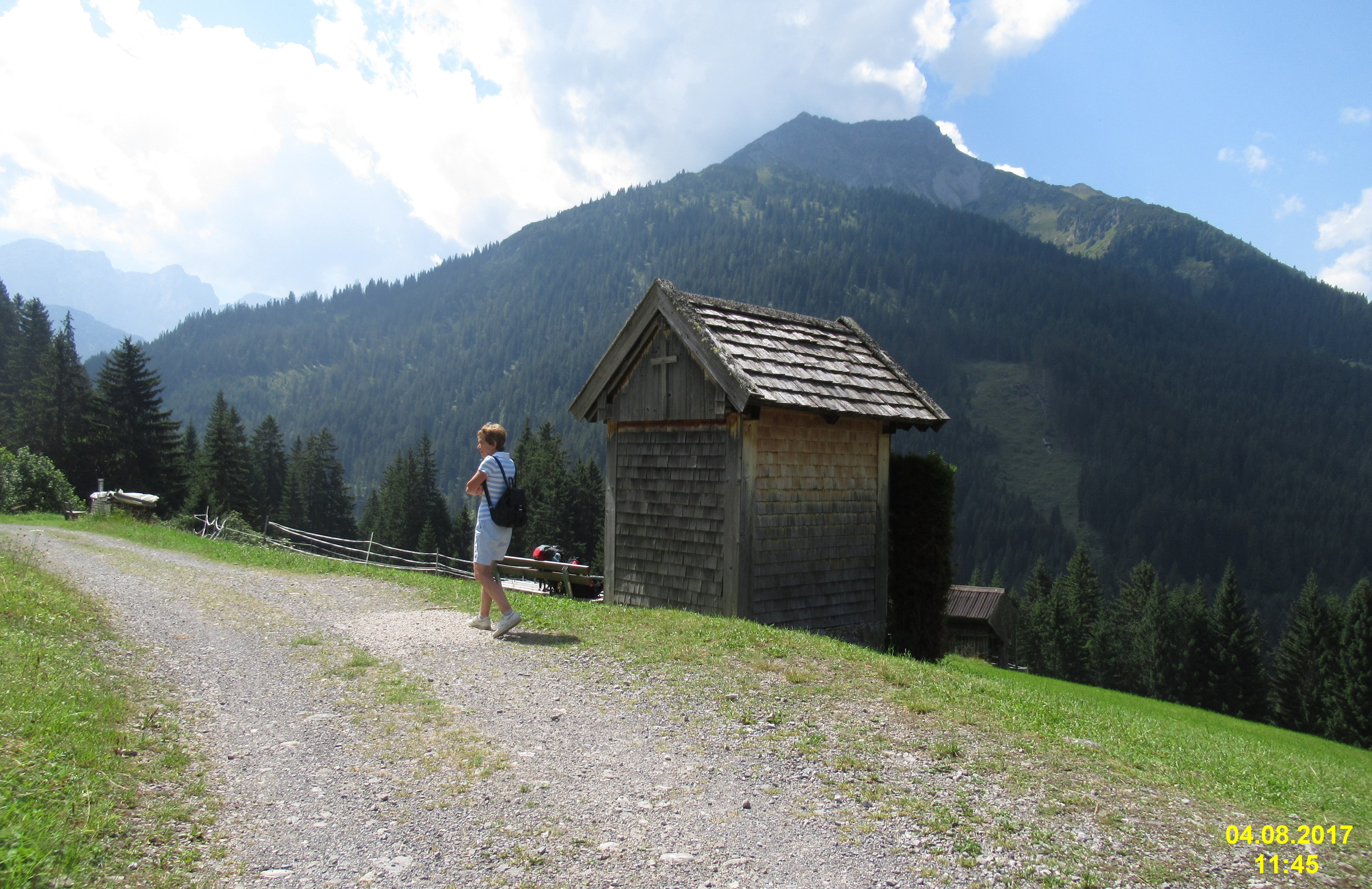
Suwaldkapelle mit der Schlierewand im Hintergrund